# Szentkúti-remetebarlangok
A Szentkúti-remetebarlangok mesterséges üregek, amelyek a Bükki Nemzeti Park Igazgatóság működési területén lévő Cserhát hegységben, a Mátraverebélyhez tartozó Szentkút mellett találhatók.

## Leírás
Mátraverebély Ny-i határában, a Meszes-tető (421 m) aljában található a csodatevőnek vélt forrása miatt híres búcsújáróhellyé vált különálló településrész, Szentkút. A Meszes-tető D-i oldalában fekszik az a mesterségesen kialakított üregcsoport, melyet ma Szentkúti-remetebarlangoknak neveznek, de korábban ezek is egy kisebb monostort, ún. cönobiumot alkottak. A Szentkúti Nagyboldogasszony-templom mögött lévő hídon kell átmenni, majd a Meszes-tető DK-i oldalán található jól kitaposott ösvényen lehet elérni a szentkúti völgyre néző üregeket.
Geomorfológiai vizsgálatok szerint, nagyon valószínű, hogy természetes barlang is volt a hegyoldalnak ezen a részén. A márgás, agyagos homokkőből álló sziklaletörésben az eltérő kötöttségű rétegek között kisebb-nagyobb deflációs mélyedéseket mart a szél. E hosszanti szélmarásos mélyedések létrejöttére éppen a jelenlegi remetebarlangok helyén volt a legalkalmasabb lehetőség. A feltételezhetően létező nagyobb sziklaereszeket bővítették, alakították át a kultikus céloknak megfelelően. Az üregek kialakításának kezdete szintén a múlt homályába vész.
A Szentkúti-remetebarlangok együttese jelenleg hét üregből áll. Nyugatról kelet felé: a Műhely, az Istálló, a közös előtérből nyíló Konyha és Központi Kápolna, a Vezeklő (korábban lehet, hogy Ikonosztáz), a Feszületes Kápolna és a Lakóbarlang az illemhellyel. A két első üreg igénytelen, ablaktalan cella, a többiek magasfokú technikai tudással és kifinomult esztétikai érzékkel kifaragott helyiségek. Sajnos a kulturálatlan látogatók névbekarcolásai szinte minden falfelületet beborítanak az oltár feszületétől az illemhely ülőkéjéig. 1996-ban részlegesen renoválták ezt az egyháztörténetileg nevezetes helyet.
A Magyarországon található, középkori három barlangmonostor (a Szentkúti-remetebarlangok, a Nagymarosi-remetebarlangok, a Tihanyban található Barátlakások) elhelyezkedésében, formájában és történelmében is hasonlít egymásra. Mindhárom meredek, könnyen faragható kőzetből álló hegyoldalban van. Az üregek egy sorban helyezkednek el (kis eltérés ettől a Nagymarosi-remetebarlangoknál van). Az üregek száma viszonylag kevés, 7 és 10 között változik, de fénykorukban sem lehetett e számok kétszeresénél több. Ezért, kis létszámú monostorokról van szó, melyek valamely közeli nagyobb monostor felügyelete alatt álló kolóniák, latinosan coenobiumok, a keleti egyházak szóhasználatában laurák voltak. Egy vagy két kápolnán kívül közösségi helyiségek (refektóriumok), ikonosztázok, lakócellák és raktárak tartoztak a kialakított, vagy átalakított üregrendszerhez.
Történelmük röviddel a kereszténység e tájon való megerősödése után kezdődött. Előbb a keleti egyház bazilita szerzetesei alakították ki, rendezték be egyházi célokra az üregeket. Aztán az 1056-os egyházszakadás után a bencések vették át e monostorokat, de a tatárjárásig együtt tevékenykedtek itt a keleti és a nyugati tanokat hirdető szerzetesek. A tatárjárás után a tihanyi és a nagymarosi barlangmonostor bencés, a szentkúti cisztercita felügyelet alatt álltak, de ők fokozatosan kivonultak a barlangmonostorokból, mert a római egyház vezetése egyre kevésbé nézte jó szemmel a remeteséget. A barlangmonostorok szervezett egyházi élete nagyjából a 14–15. századig tartott. Ezt követően azért még mindig akadt néhány szerzetes, aki önként vállalta a remeteéletet az egykor fényesebb napokat élt barlangmonostorok maradványai között. E tekintetben bizonyos kivételt Szentkút jelentett, ahol a bencésektől 1190-ben a ciszterek vették át a környék lelki gondozását, a remetebarlangok felügyeletét és ők kölcsönös együttműködést tudtak kiépíteni a barlanglakó remetékkel, amit aztán a 200 éve itt levő ferencesek is folytattak. Ennek köszönhető, hogy a három barlangmonostor közül Szentkút maradt fenn a legépebben.

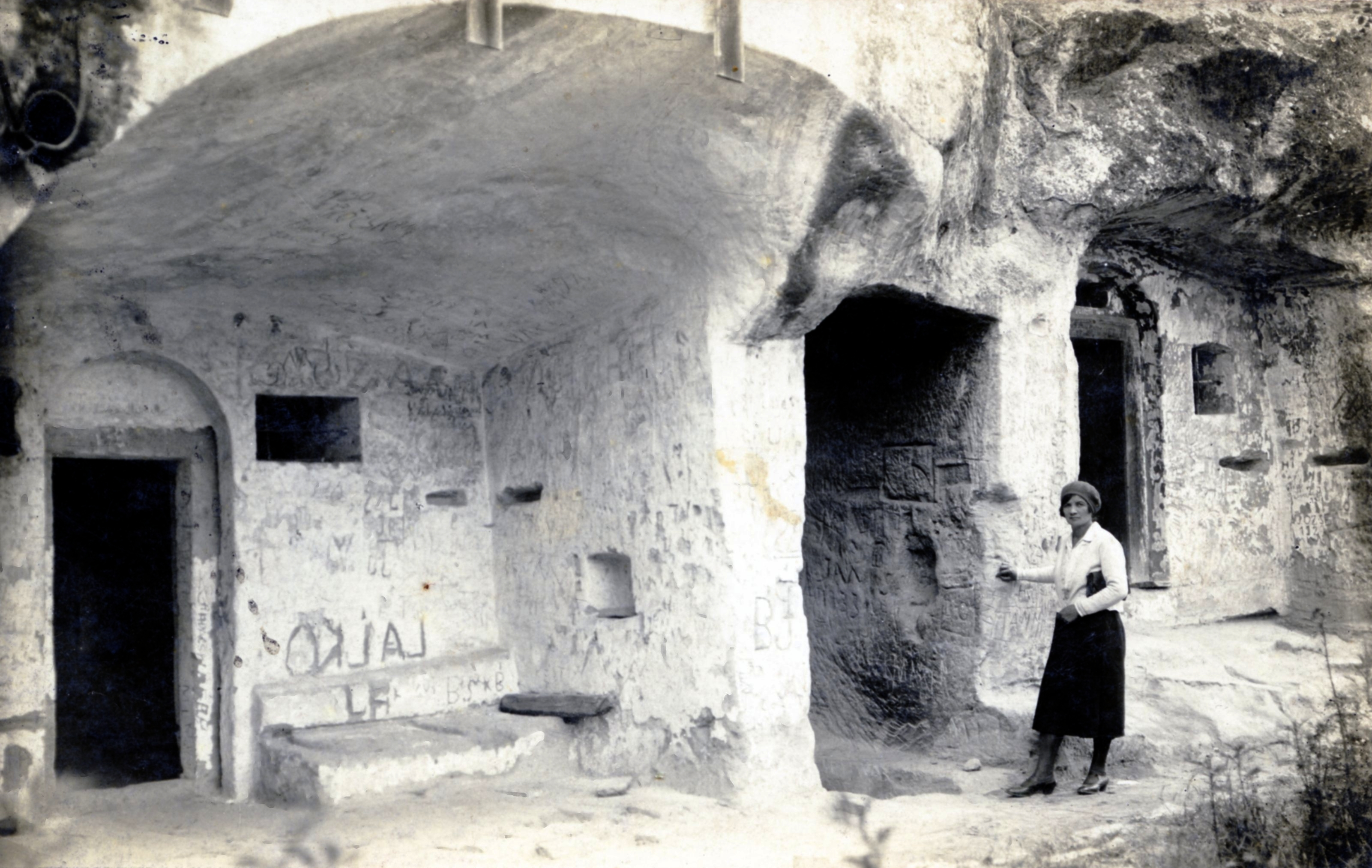
A Szentkúti-remetebarlangok (1935-ben készült fénykép)

1989-ben voltak először Szentkúti-remetebarlangoknak nevezve az üregek irodalmukban. Előfordulnak az üregek irodalmukban Béla-barlang (Bertalan 1976), Remete-barlang (Szathmári 1982), Remete-barlangok (Szathmári 1982), Remetelakások (Eszterhás 1988), Szentkuti-remetebarlangok (Kordos 1984), Szentkuti-remetelakások (Eszterhás 1988), Szentkúti remetebarlangok (Bertalan 1976) és Szentkúti Remetelakások (Eszterhás 1989) neveken is.

## Kutatástörténet
A Turista 1970. évi évfolyamában, Szombathy Viktor publikációjában szó van arról, hogy Szombathy Viktorék túrájuk során érintették a Szentkúton lévő, remeték által használt kőfülkéket. A turisták napoztak a kőfülkék előtt. Felmerült bennük a kérdés, hogy mi volt a neve annak a nagyon szorgos fehér barátnak, aki a szikkadt mésztufába, agyagba cellát, imazsámolyt, oltárt, ajtót, ablakot vésett magának. Leültek a kirándulók a cella széles, bokros, fákkal benőtt teraszán, az Ágasvárral szemben. Az ismertetésben van egy olyan fekete-fehér fénykép, amelyen a mátraverebélyi remetelakások vannak megörökítve. A fényképet Szombathy Viktor készítette. A Bertalan Károly által írt, 1976-ban befejezett kéziratban az olvasható, hogy a Szentkúti remetebarlangok (Béla-barlang) Mátraverebélyen, a Cserhát hegységben lévő Meszes-tetőn találhatók. Szentkúttól É-ra, a Meszes-tető D-i oldalában, a szentkúti kegyhelytől ÉK-re, 400 m-re, 312 m tszf. magasságban helyezkednek el. Mesterségesen lett kiásva a három kőfülke, amelyek egyenként 4 m-esek. A 20. század elejéig lakottak voltak. A kézirat üregeket ismertető része 2 publikáció alapján lett írva.

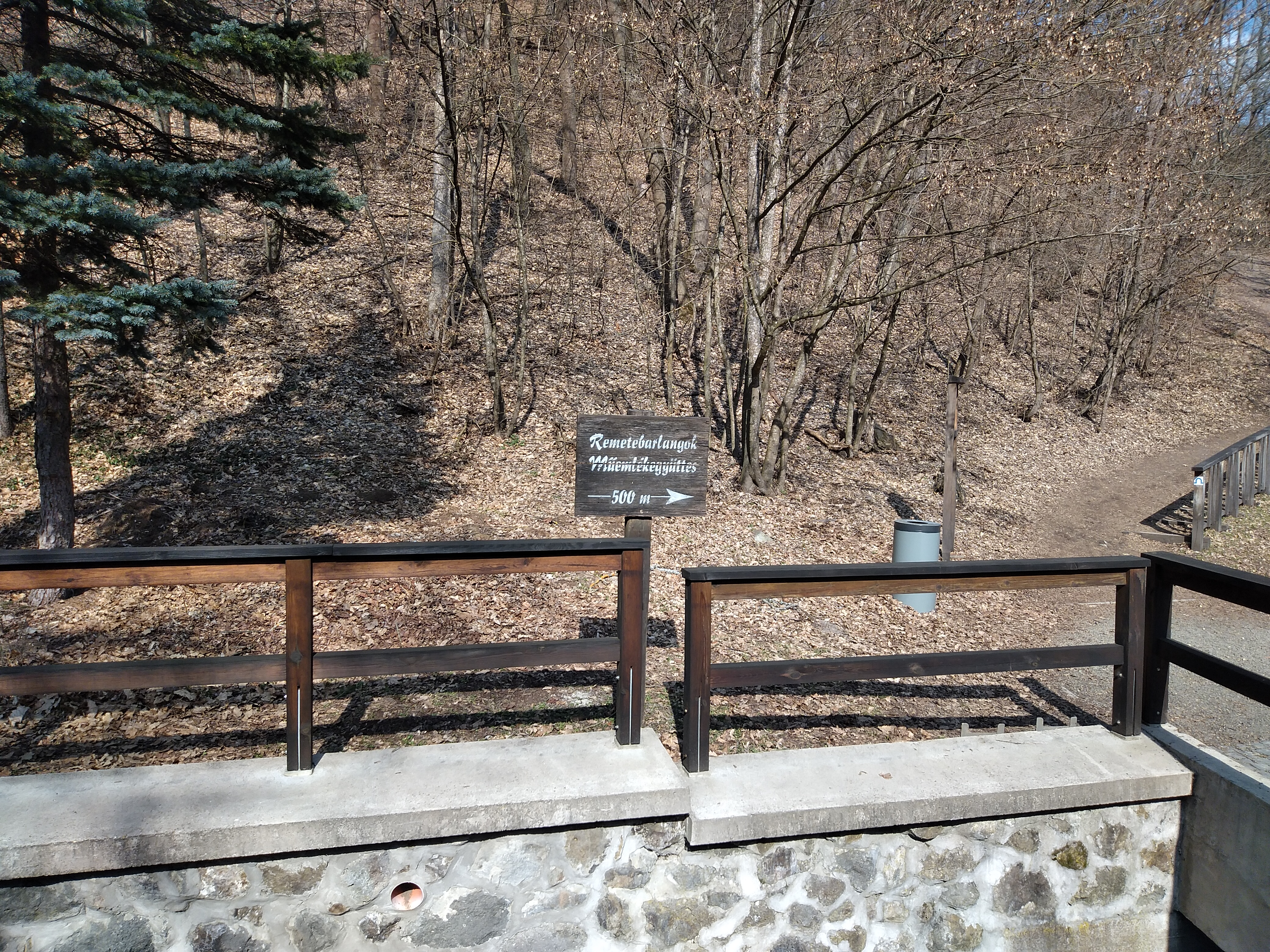
A kegytemplomtól a Szentkúti-remetebarlangokhoz vezető ösvény eleje

Az 1982-ben kiadott útikalauzban, amelyet Szathmári Tamás szerkesztett, az van írva, hogy a Kőlyukhoz hasonló, ember tágította üregsor helyezkedik el Mátraverebély szélén, a Cserhát hegység K-i vonulatának egyik völgyében elterülő Szentkút feletti hegyoldalban. Ezeket is Remete-barlangoknak nevezik a környéken élők. A szentkúti kegytemplom mögött lévő hídon kell átmenni, majd a Nagy-Meszes-tető (421 m) DK-i oldalán található jól kitaposott ösvényen lehet elérni a szentkúti völgyre néző üregeket. Az ösvény először andezitsziklákon vezet át, majd gyorsan emelkedve miocén lajtamészkő és homokos agyagmárga törmelékén egyre feljebb vezet a hegyoldalon, pontosan az üregekhez. Jelenleg már majdnem teljes terjedelmében emberkéz által létrehozottnak tűnik a hét kisebb-nagyobb üreg. Kettőt kápolnává alakítottak, ezekben oltár is van, négy remete-lakócella féleség, a hetedik pedig egy kis fülke. Az üregek falai egyenletesre vannak faragva.
Arra hívja fel a figyelmet az üregekhez vezető út mentén látható kis természetes sziklaeresz, amely a keményebb réteglapok között történt mállás miatt keletkezett, hogy a Kőlyukhoz hasonlóan itt is előfordulhattak kisebb természetes üregek, amelyeket talán tényleg remeték használhattak. A szentkúti remeték alakították, bővítették a laza, jól faragható kőzetben fekvő természetes odúkat szabályos szobákká, helyiségekké. Minden bizonnyal ezek a remeték terjeszthették el azt az elképzelést, hogy a völgyben fakadó források gyógyító hatásúak. Ez lehetett a kegytemplom Szentkútra építésének oka is. Ezek a források már nincsenek meg. Érdemes megfigyelni a Cserhát hegység barlangjainak nevét, pl. a Remete-barlangokét, melyek két helyen is vannak. A Börzsönyben és a Cserhátban bár kevés a barlang, de mégis a két hegységben három helyen is Remete-barlangnak nevez a nép tanyahelynek alkalmas üregeket. Egyik-másik jelenleg is Remete-barlangnak nevezett üregben tényleg élhetett remete. A kiadványban lévő egyik térképen (Cserhát hegység 4. térkép) látható a Szentkút közelében lévő Remete-barlang földrajzi elhelyezkedése.

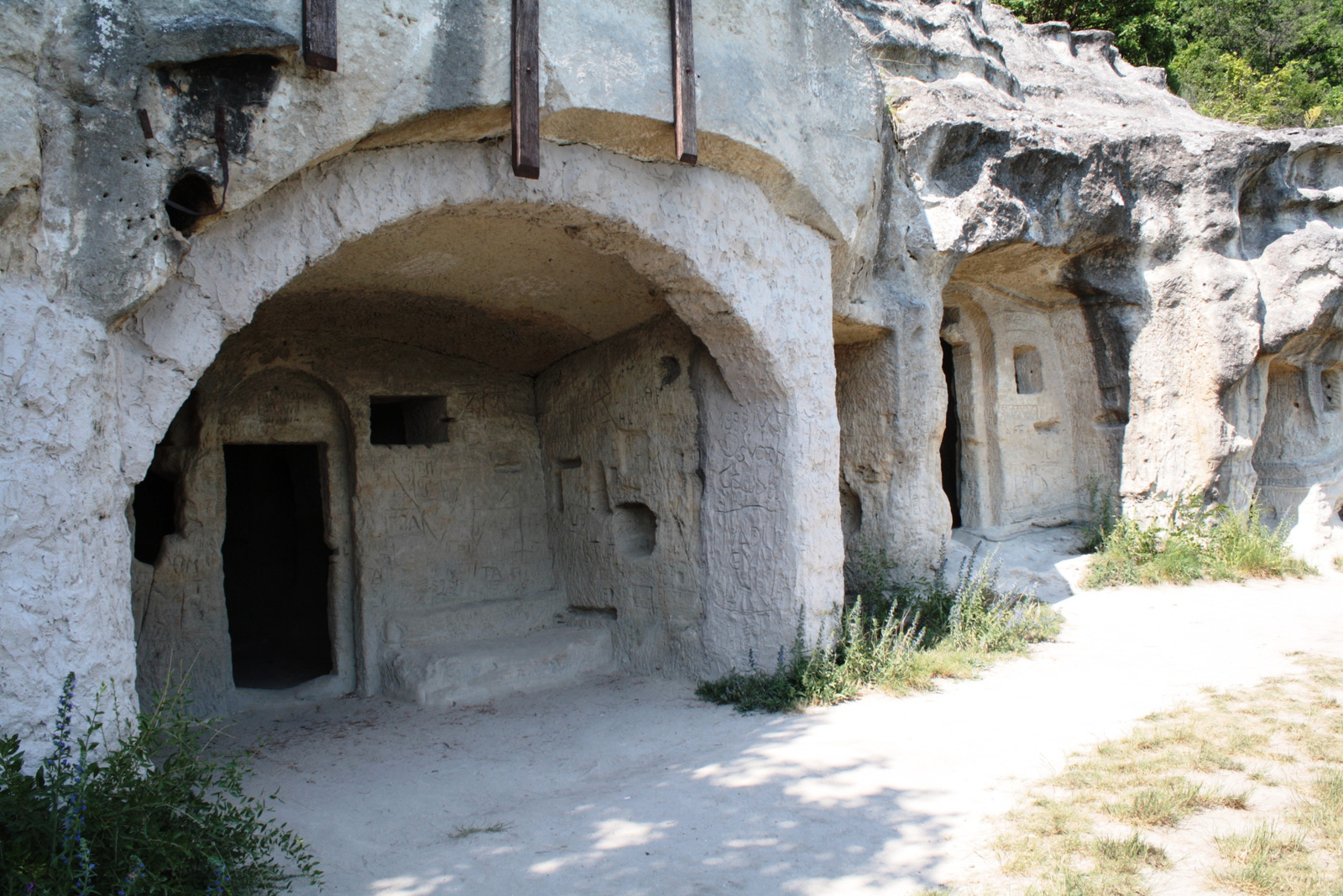
Szentkúti-remetebarlangok

Az 1984-ben napvilágot látott, Magyarország barlangjai című könyv országos barlanglistájában szerepelnek a Börzsöny–Cserhát–Karancs barlangjai között az üregek Szentkuti-remetebarlangok (Béla-barlang) néven. A listához kapcsolódóan látható a Magyarország barlangjainak földrajzi elhelyezkedését áttekintő térképen az üregek földrajzi elhelyezkedése.
Az Alba Regia Barlangkutató Csoport 1988. évi évkönyvében lévő, Adatok a Cserhát nemkarsztos barlangjainak ismeretéhez című tanulmányban szó van arról, hogy a Szentkuti-remetelakások (Szentkuti-remetebarlangok, Béla-barlang) a Mátraverebélyhez tartozó Szentkúttól É-ra található Meszes-tető (421 m) D-i oldalában, 312 m tszf. magasságban helyezkednek el. Szentkút a Szent László legenda (csodatévő források) miatt lett országosan ismert búcsújáróhely. A török hódoltság idején Ballagh Antal feldebrői plébános remetepapként épített a Meszes-tető alatti katlanban egy kis fakápolnát társaival. Később a Meszes-tető D-i oldalába vájt barlanglakásokat és kápolnát. Az üregeket állítólag a 20. század elejéig lakták. Hét kisebb-nagyobb helyiségből áll az üregegyüttes. Két nagy üreg kápolnának (oltárral, feszülettel) van kifaragva. Négy üreg valószínűleg remetecella. A K-i oldalon fekvő kis fülke pedig illemhelynek volt használva.
A Meszes-tető alapját piroxénandezit képezi, melyre lajtamészkő települt, ezen pedig homokos agyagmárga van. A Remetelakásokat ebbe, a tengeri liliomai miatt nevezetes agyagmárgába vájták. Jelenleg már nem lehet eldönteni, hogy eredetileg volt-e természetes üreg. Emiatt ezek a remetebarlangok emberkéz által alkotott helyiségeknek tekintendők. Napjainkban is sokan kultikus helynek tisztelik a Remetelakásokat. Virágcsokrok, hálaadó emléktáblák találhatók bennük, és szinte minden tenyérnyi helyen bekarcolt nevek, monogramok, dátumok láthatók. Ezeket a bekarcolásokat a tanulatlan népréteg tagjai készítették, mert az üregcsoport a helyesírási hibák, betűtévesztések legmeghökkentőbb példáinak tárháza. Kitűnően használhatók bivakolásra is az üregek. Befoglaló kőzetében sok érdekes kövület (pl. lábasfejűek, mohaállatkák, tüskésbőrűek, tengeri liliomok) található.

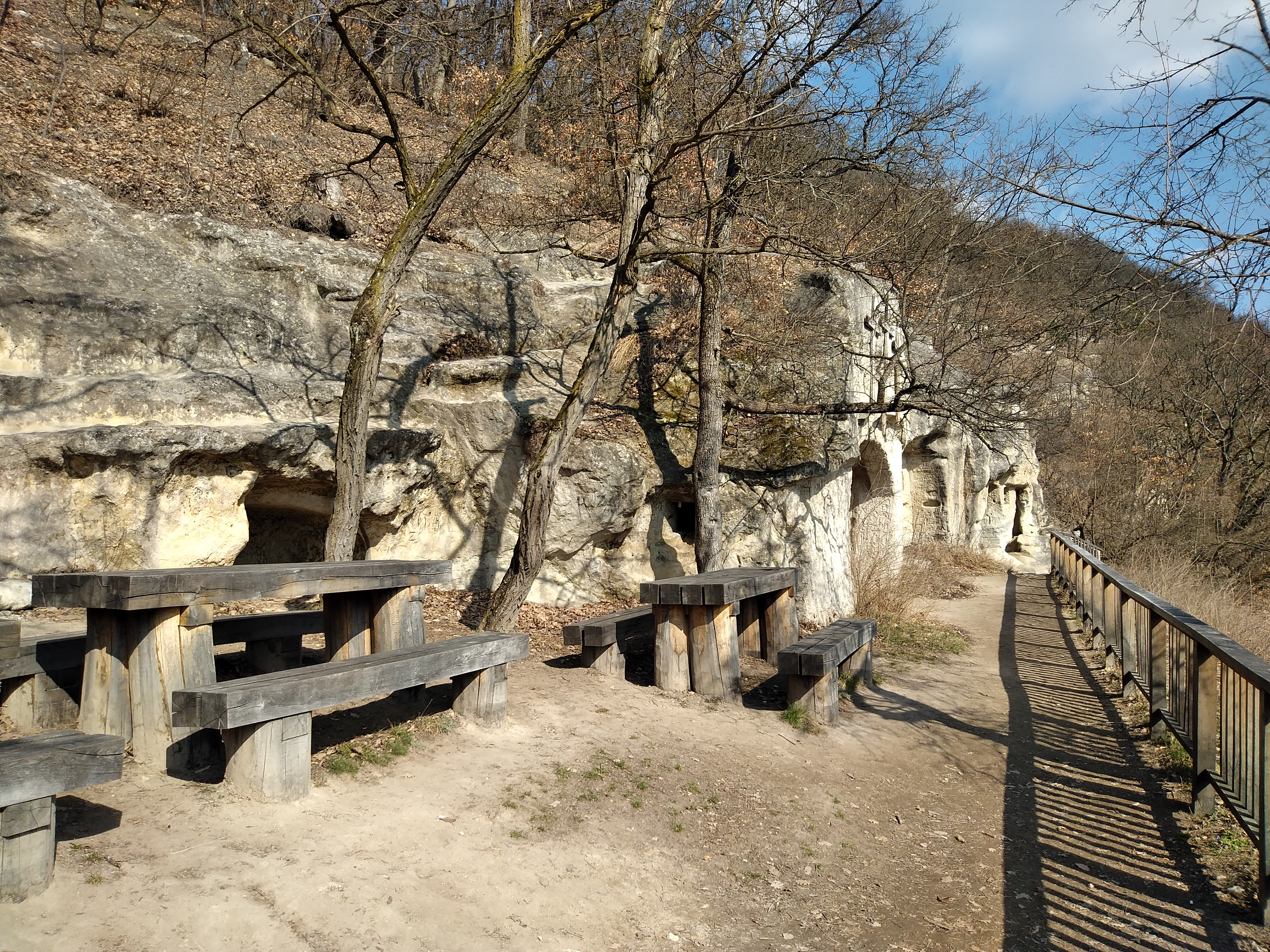
Szentkúti-remetebarlangok

Az Eszterhás István által 1989-ben készített, Magyarország nemkarsztos barlangjainak listája című kézirat szerint a Szentkúton lévő Remete-barlang (Szentkúti Remetelakások, Béla-barlang) nem karsztosodó kőzetben található, barlangnak nevezett mesterséges üreg. A hét üregből álló üregcsoport homokos agyagmárgában lett kialakítva. A hét üreg összesen kb. 40 m hosszú, az üregek pedig 2 m magasak. A listában meg van említve az a Magyarországon, nem karsztkőzetben kialakult, létrehozott 220 objektum (203 barlang és 17 mesterséges üreg), amelyek 1989. év végéig váltak ismertté. Magyarország barlangnak nevezett mesterséges üregei közül kettő lett létrehozva homokkőben. Az összeállítás szerint Kordos László 1984-ben kiadott barlanglistájában fel van sorolva 119 olyan barlang is, amelyek nem karsztkőzetben jöttek létre.
Az 1989-ben írt, Kiegészítés a Cserhát nemkarsztos barlangjainak ismeretéhez című kéziratban meg van említve, hogy a Cserhát hegységben (5223-as barlangkataszteri terület) lévő egyik mesterséges üreg a Szentkúti Remetelakások (Szentkúti-remetebarlangok, Béla-barlang), melyet barlangnak tart a turisztikai irodalom. Szentkúton fekszik a hét üregből álló üregcsoport. A hét üreg összesen kb. 40 m hosszú, az üregek pedig 2 m magasak. A tanulmányba bekerült egy helyszínrajz, amelyen a Cserhát hegység nemkarsztos barlangjainak földrajzi elhelyezkedése figyelhető meg. A rajzon látható a Szentkúti-remetebarlangok földrajzi elhelyezkedése.

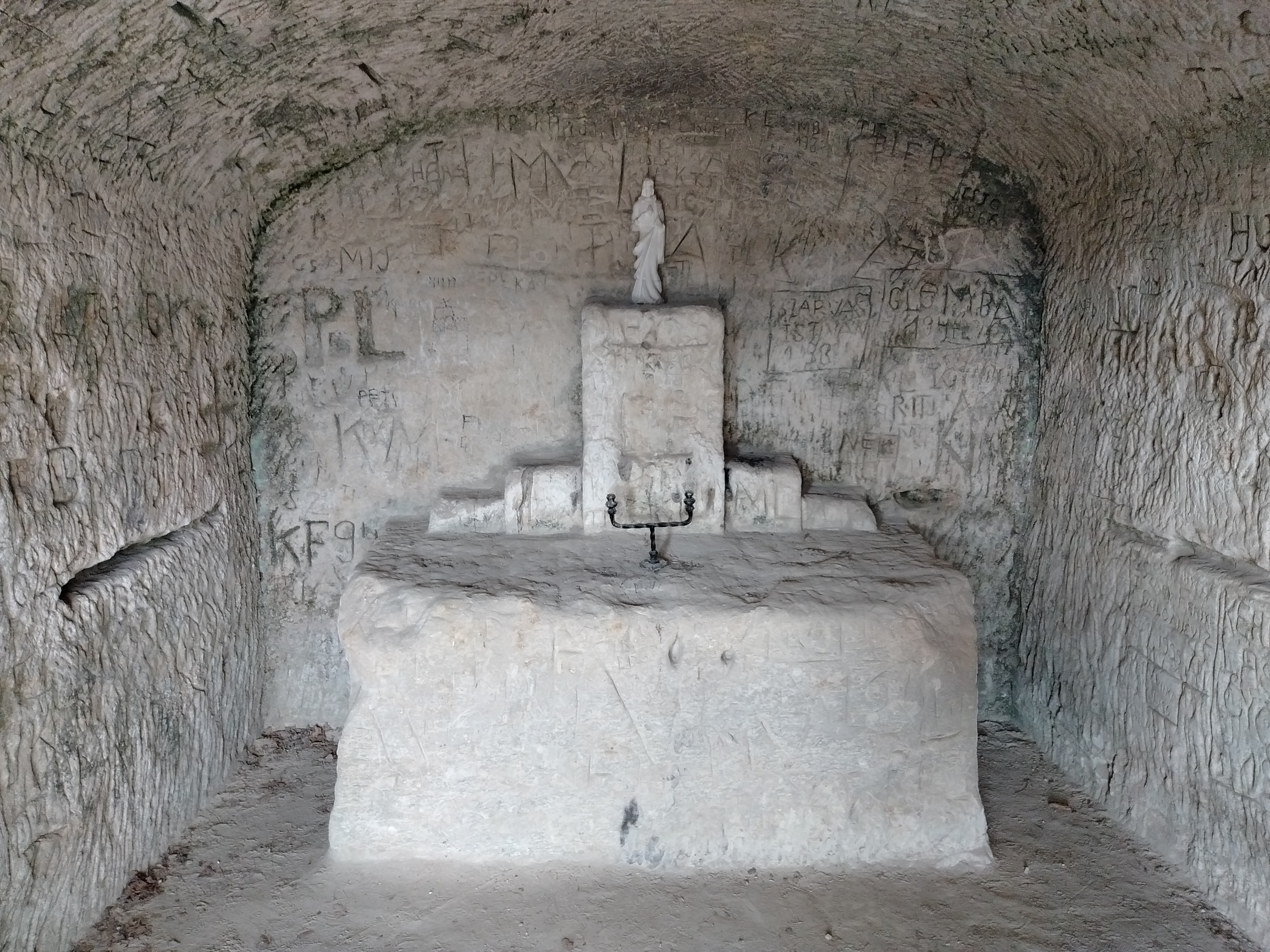
Szentkúti-remetebarlangok

A Fancsik János által szerkesztett, Nógrád megye védett természeti értékei című kiadvány (1989) fényképmellékletében van egy olyan, színes fénykép (77. kép), amely bemutatja a Remetebarlangokat (Szentkút). A fényképet Fancsik János készítette.
Az Eszterhás István által 1993-ban írt, Magyarország nemkarsztos barlangjainak lajstroma című kéziratban szerepel a Remete-barlang (Szentkút) a nem karsztosodó kőzetekben kialakult, barlangnak nevezett mesterséges üregek között. A hét üreg, amelyek homokos agyagmárgában lettek kialakítva, összesen kb. 40 m hosszú. Az összeállításban fel van sorolva az a Magyarországon, nem karsztkőzetben kialakult, létrehozott 520 objektum (478 barlang és 42 mesterséges üreg), amelyek 1993 végéig ismertté váltak. Magyarországon 28 barlang, illetve mesterségesen létrehozott, barlangnak nevezett üreg alakult ki, lett kialakítva homokkőben. A Cserhát hegységben 3 mesterséges üreg lett létrehozva nem karsztkőzetben.
A Hír János által 1994-ben írt kéziratban meg van említve, hogy a Meszes-tető DK-i lejtőjén fekszenek a Betyár-barlangtól híresebb szentkúti remetebarlangok. A kézirat 5. ábráján megfigyelhető a Szentkúti-remetebarlangok (Remete-barlang) földrajzi elhelyezkedése. A 2001. november 12-én készült, Magyarország nemkarsztos barlangjainak irodalomjegyzéke című kézirat barlangnévmutatójában szerepel a Cserhát hegységben, Szentkúton lévő Remete-barlang (Szentkúti-remetebarlangok). A barlangnévmutatóban fel van sorolva 12 irodalmi mű, amelyek foglalkoznak az üregekkel. A 2005-ben napvilágot látott, Magyar hegyisport és turista enciklopédia című kiadványban van egy fénykép, amelyen a Szentkúti-remetebarlangok vannak bemutatva.

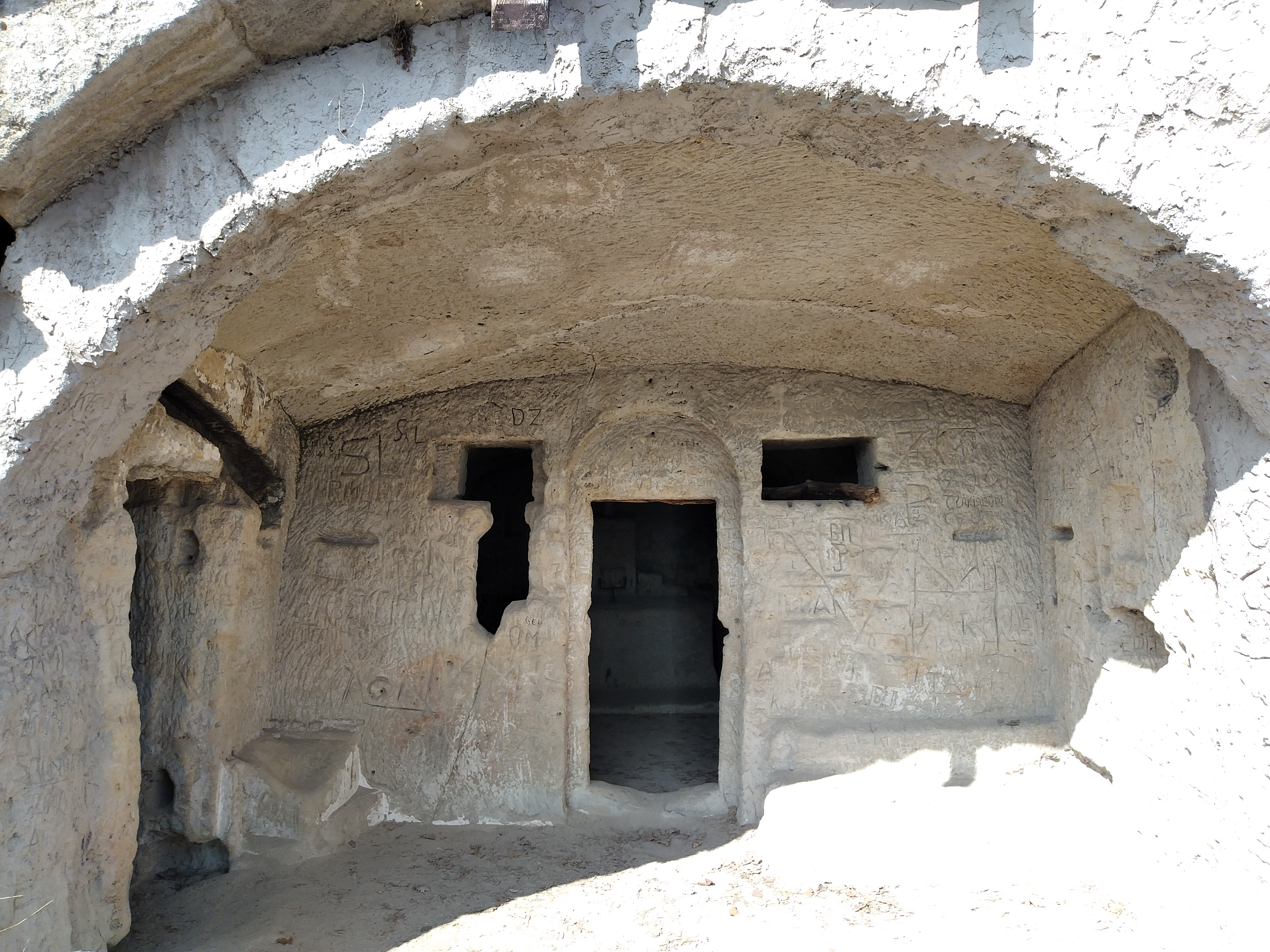
Szentkúti-remetebarlangok

Az MKBT Vulkánszpeleológiai Kollektívájának 2006. évi évkönyvében lévő, Eszterhás István által írt kéziratban szó van arról, hogy Szentkúton a középkorban jelentek meg remeték, akik egy természetes sziklaereszt barlanglakásokká, sziklakápolnákká alakítottak. Ezek a jelenlegi Remete-barlang(ok). Szentkút búcsújáró településétől É-ra emelkedik a Meszes-tető (421,9 m), amelyben barlangok is vannak. A Meszes-tető oldalainak közepe környékén (kb. 330–350 m tszf. magasságban) húzódik az a kőzetréteg, amelyben az eddig ismertté vált barlangok vannak. A hegy D-i oldalában helyezkednek el a természetes sziklaereszből régen kifaragott Szentkúti-remetebarlangok (egymás mellett lévő 7 fülke). Meszes homokkőben vannak a Meszes-tető barlangjai. Az írásba bekerült egy Mátraverebély és környéke térkép, amelyen megfigyelhető a Szentkúti-remetebarlangok földrajzi elhelyezkedése is. A 2007. évi Karsztfejlődésben publikálva lett az Eszterhás István által 2006-ban írt tanulmány. A publikációban szóról-szóra ugyanaz van írva a Szentkúti-remetebarlangokkal kapcsolatban mint az évkönyvben.
A 2012. évi Karsztfejlődésben kiadott, Eszterhás István által írt tanulmányban az van írva, hogy Mátraverebély Ny-i határában, a Meszes-tető aljában található a csodatevőnek vélt forrása miatt híres búcsújáróhellyé vált különálló településrész, Szentkút. A Meszes-tető D-i oldalában fekszik az a mesterségesen kialakított üregcsoport, melyet ma Szentkúti-remetebarlangoknak neveznek, de korábban ezek is egy kisebb monostort, ún. cönobiumot alkottak. Geomorfológiai vizsgálatok szerint, nagyon valószínű, hogy természetes barlang is volt a hegyoldalnak ezen a részén. A márgás, agyagos homokkőből álló sziklaletörésben az eltérő kötöttségű rétegek között kisebb-nagyobb deflációs mélyedéseket mart a szél. E hosszanti szélmarásos mélyedések létrejöttére éppen a jelenlegi remetebarlangok helyén volt a legalkalmasabb lehetőség. A feltételezhetően létező nagyobb sziklaereszeket bővítették, alakították át a kultikus céloknak megfelelően. Az üregek kialakításának kezdete szintén a múlt homályába vész.

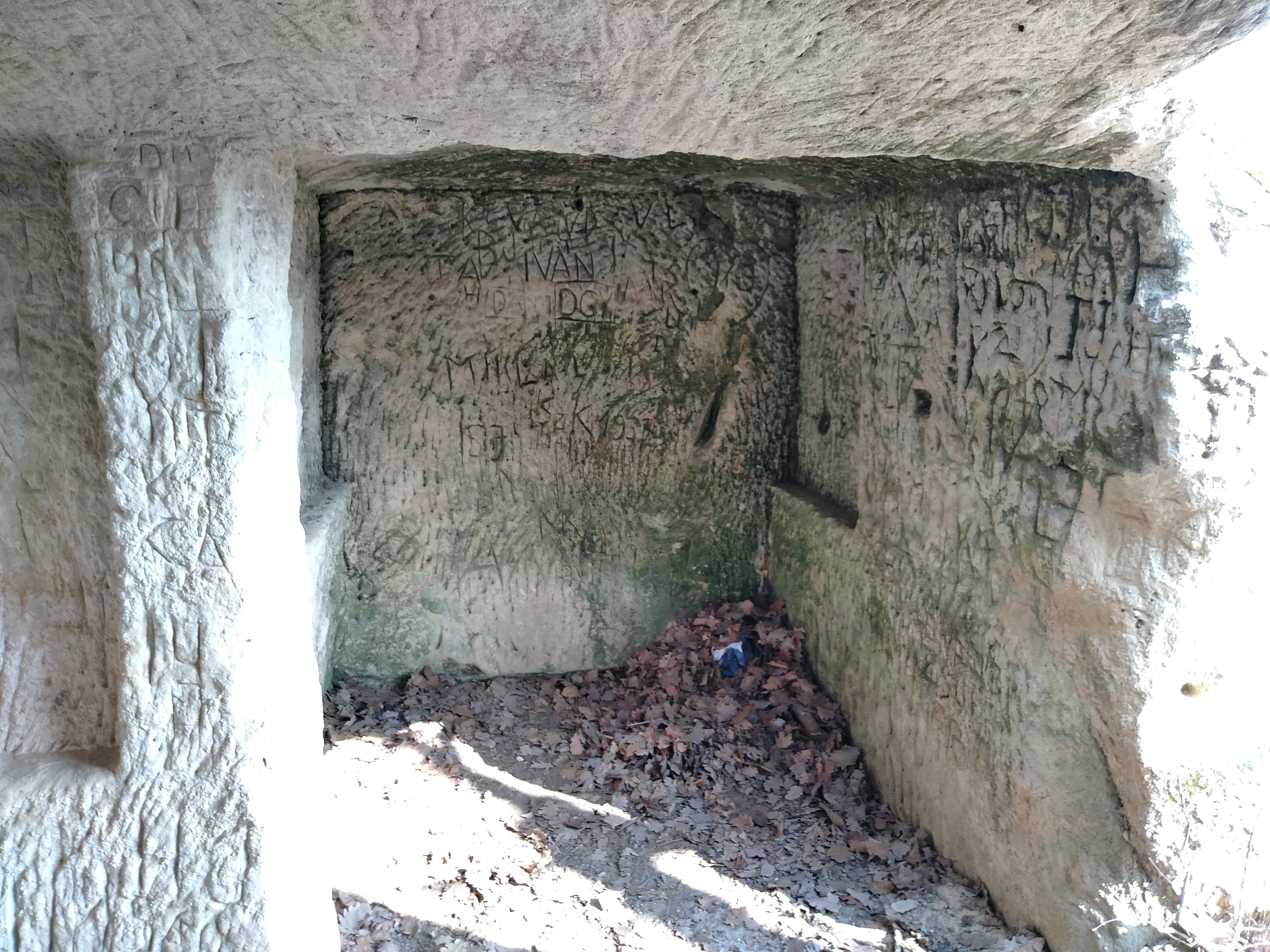
Szentkúti-remetebarlangok

Az első konkrét adat csak 1757-ből ismert, mely szerint egy Bellagh Antal nevű szerzetes társaival helyreállította a barlangépítményeket. Tehát, azok már nyilván korábban is léteztek, de ekkorra már felújításra szorultak. A korábbi időkből a Szentkúti-remetebarlangokkal csak érintőlegesen összefüggésbe hozható adatokról tudunk. Ilyenek az, hogy 1134-ben II. (Vak) Béla bencés kolostort alapított a közeli Pásztón, aztán a helyi birtokos család sarja, Vereb (-élyi) Imre 1231-ben saját birtokukon remeteéletet vállalt, az 1500-as években a remeték rejtegették a feldúlt verebélyi templom oltárképét, 1604-ben a remeték temették el a hajdúk hadjárata után maradt rengeteg halottat. A monostor utolsó hivatásos remetéje, Dobáth Jozafát 1767-ben halt meg és a szentkúti kegyhely templomában temették el. Ezt követően azonban még a 20. század derekáig mindig akadt egy-két vállalkozó szellemű férfi, aki a meszes-tetői remeteséget választotta.
A Szentkúti-remetebarlangok együttese jelenleg hét üregből áll. Nyugatról kelet felé: a Műhely, az Istálló, a közös előtérből nyíló Konyha és Központi Kápolna, a Vezeklő (korábban lehet, hogy Ikonosztáz), a Feszületes Kápolna és a Lakóbarlang az illemhellyel. A két első üreg igénytelen, ablaktalan cella, a többiek magasfokú technikai tudással és kifinomult esztétikai érzékkel kifaragott helyiségek. Sajnos a kulturálatlan látogatók névbekarcolásai szinte minden falfelületet beborítanak az oltár feszületétől az illemhely ülőkéjéig. 1996-ban részlegesen renoválták ezt az egyháztörténetileg nevezetes helyet.
A Magyarországon található, középkori három barlangmonostor (a Szentkúti-remetebarlangok, a Nagymarosi-remetebarlangok, a Tihanyban található Barátlakások) elhelyezkedésében, formájában és történelmében is hasonlít egymásra. Mindhárom meredek, könnyen faragható kőzetből álló hegyoldalban van. Az üregek egy sorban helyezkednek el (kis eltérés ettől a Nagymarosi-remetebarlangoknál van). Az üregek száma viszonylag kevés, 7 és 10 között változik, de fénykorukban sem lehetett e számok kétszeresénél több. Ezért, kis létszámú monostorokról van szó, melyek valamely közeli nagyobb monostor felügyelete alatt álló kolóniák, latinosan coenobiumok, a keleti egyházak szóhasználatában laurák voltak. Egy vagy két kápolnán kívül közösségi helyiségek (refektóriumok), ikonosztázok, lakócellák és raktárak tartoztak a kialakított, vagy átalakított üregrendszerhez.

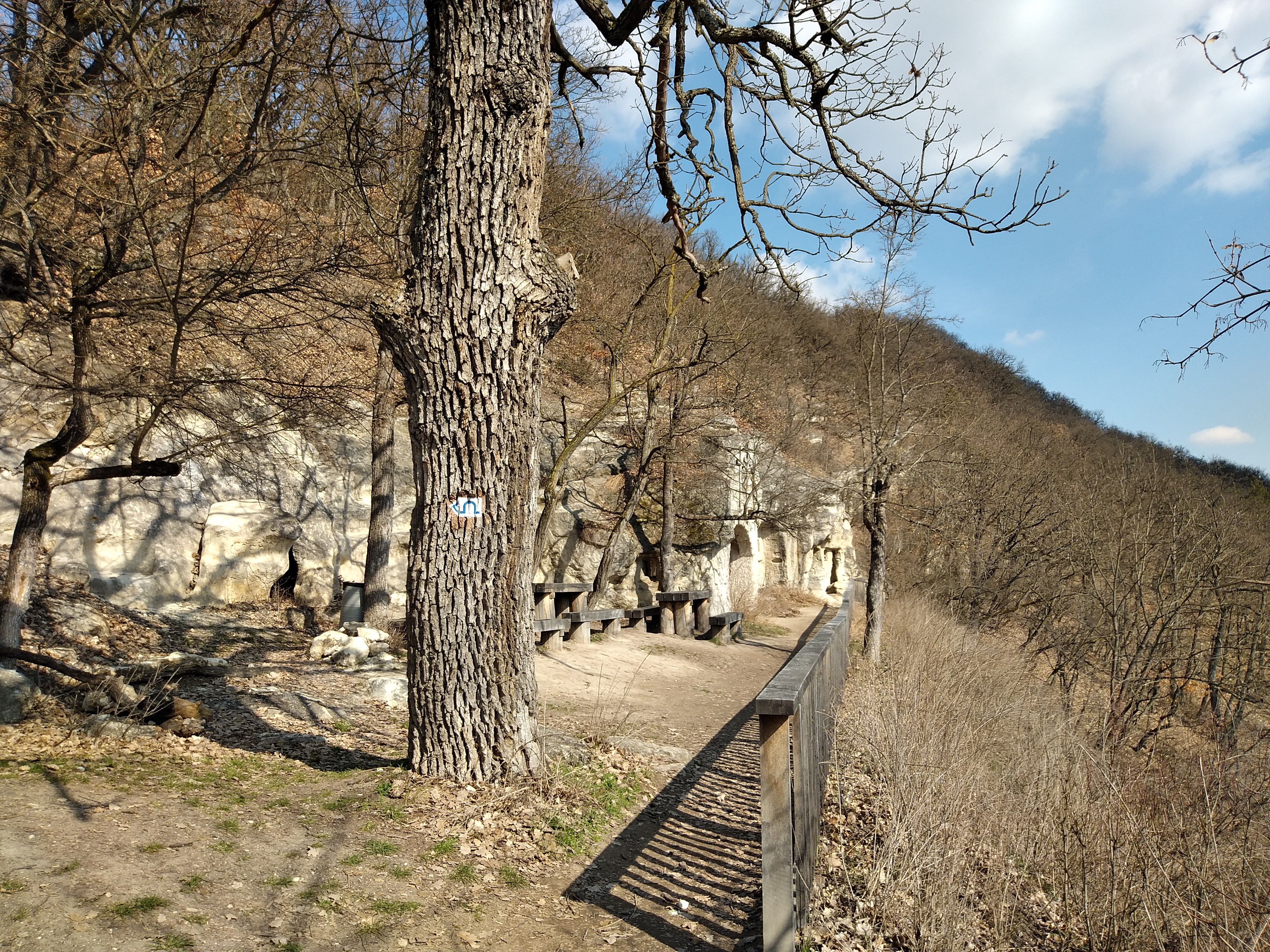
Szentkúti-remetebarlangok

Történelmük röviddel a kereszténység e tájon való megerősödése után kezdődött. Előbb a keleti egyház bazilita szerzetesei alakították ki, rendezték be egyházi célokra az üregeket. Aztán az 1056-os egyházszakadás után a bencések vették át e monostorokat, de a tatárjárásig együtt tevékenykedtek itt a keleti és a nyugati tanokat hirdető szerzetesek. A tatárjárás után a tihanyi és a nagymarosi barlangmonostor bencés, a szentkúti cisztercita felügyelet alatt álltak, de ők fokozatosan kivonultak a barlangmonostorokból, mert a római egyház vezetése egyre kevésbé nézte jó szemmel a remeteséget. A barlangmonostorok szervezett egyházi élete nagyjából a 14–15. századig tartott. Ezt követően azért még mindig akadt néhány szerzetes, aki önként vállalta a remeteéletet az egykor fényesebb napokat élt barlangmonostorok maradványai között. E tekintetben bizonyos kivételt Szentkút jelentett, ahol a bencésektől 1190-ben a ciszterek vették át a környék lelki gondozását, a remetebarlangok felügyeletét és ők kölcsönös együttműködést tudtak kiépíteni a barlanglakó remetékkel, amit aztán a 200 éve itt levő ferencesek is folytattak. Ennek köszönhető, hogy a három barlangmonostor közül Szentkút maradt fenn a legépebben.
A publikációba bekerült két olyan álló, színes fénykép, amelyek a Szentkúti-remetebarlangokat mutatják be. Az első fényképen a Szentkúti-remetebarlangok Központi Kápolnájának bejárata figyelhető meg. A második fényképen a Szentkúti-remetebarlangok kővécéje látható. A tanulmány 3. ábráján a Szentkúti-remetebarlangok alaprajz térképe, illetve az üregek földrajzi elhelyezkedése figyelhető meg. Az alaprajz térkép, amelyen jelölve van az É-i irány, elkészítéséhez a barlangot Damó Judit mérte fel. A 4. ábrán együtt vannak bemutatva a Szentkúti-remetebarlangok, a Barátlakások és a Nagymarosi-remetebarlangok. Az MKBT Vulkánszpeleológiai Kollektívájának 2012. évi évkönyvében megtalálható ugyanez a tanulmány. A két írásban csak a két mellékelt fénykép különbözik egymástól. Az évkönyvben lévő két fekvő, színes fénykép közül az egyiken a Szentkúti-remetebarlangok sora, a másikon pedig a Szentkúti-remetebarlangok lakócellája és kővécéje figyelhető meg. A két fényképet Eszterhás István készítette.

## Képgaléria

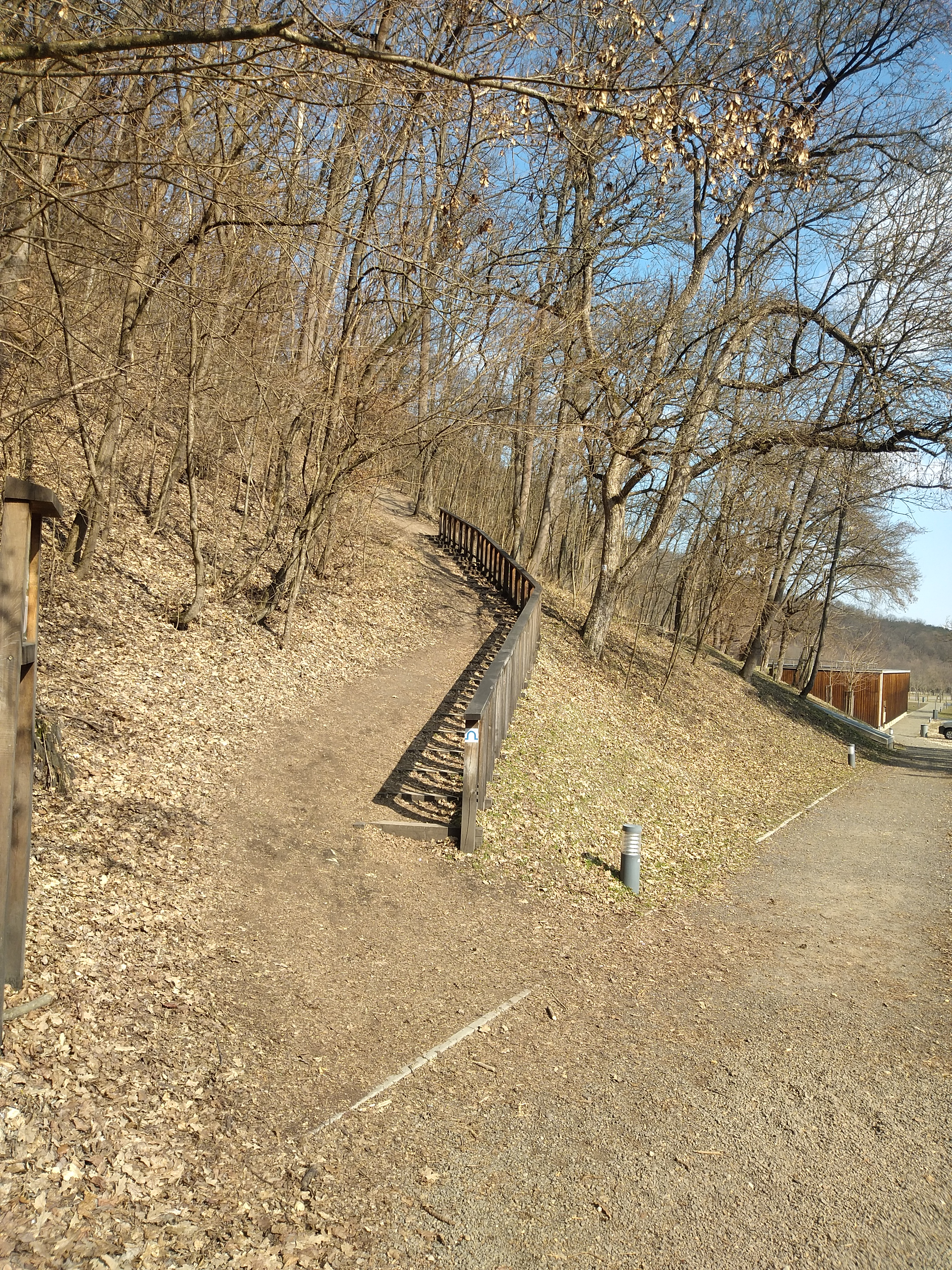
A Szentkúti-remetebarlangokhoz vezető út
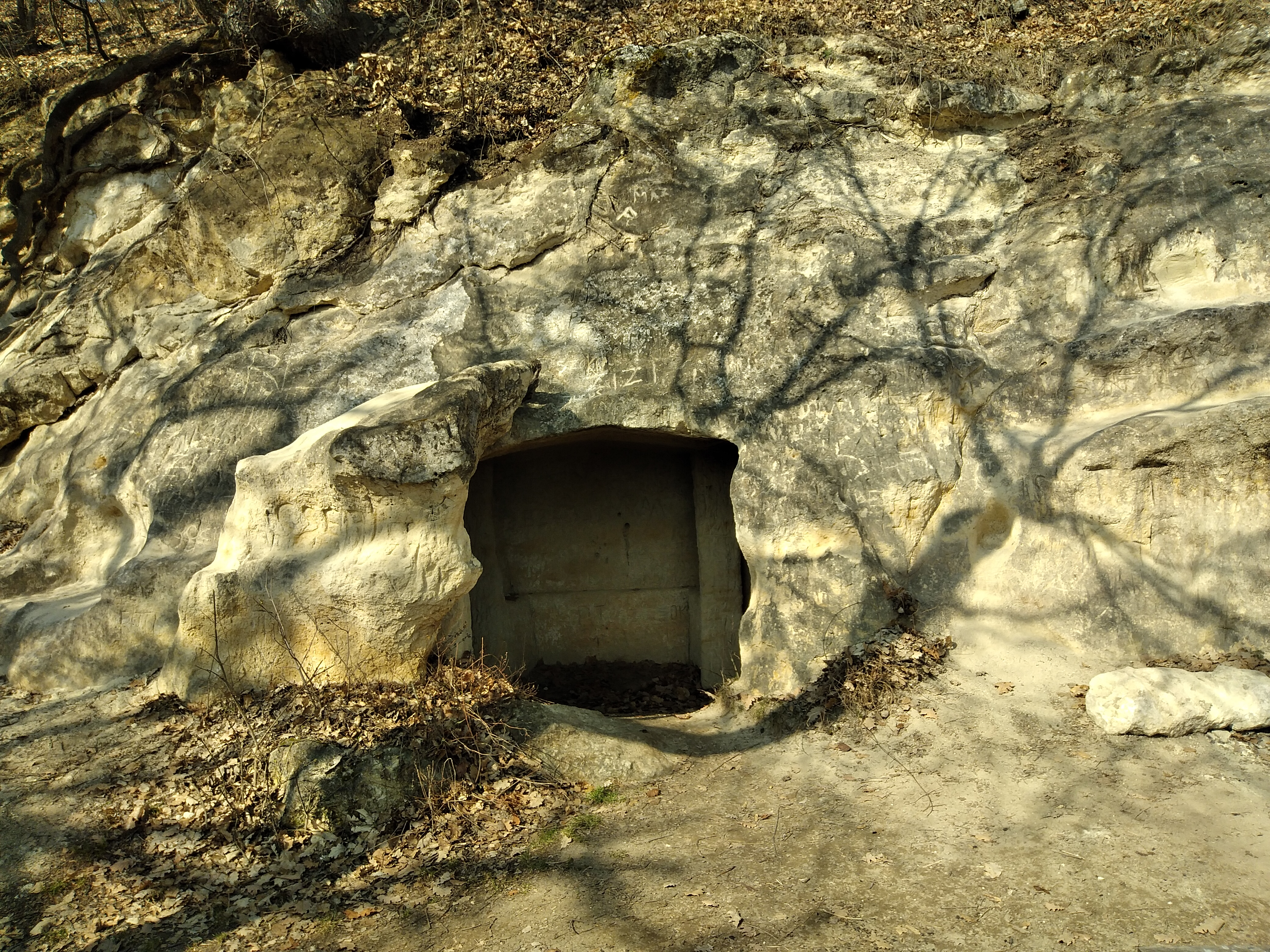
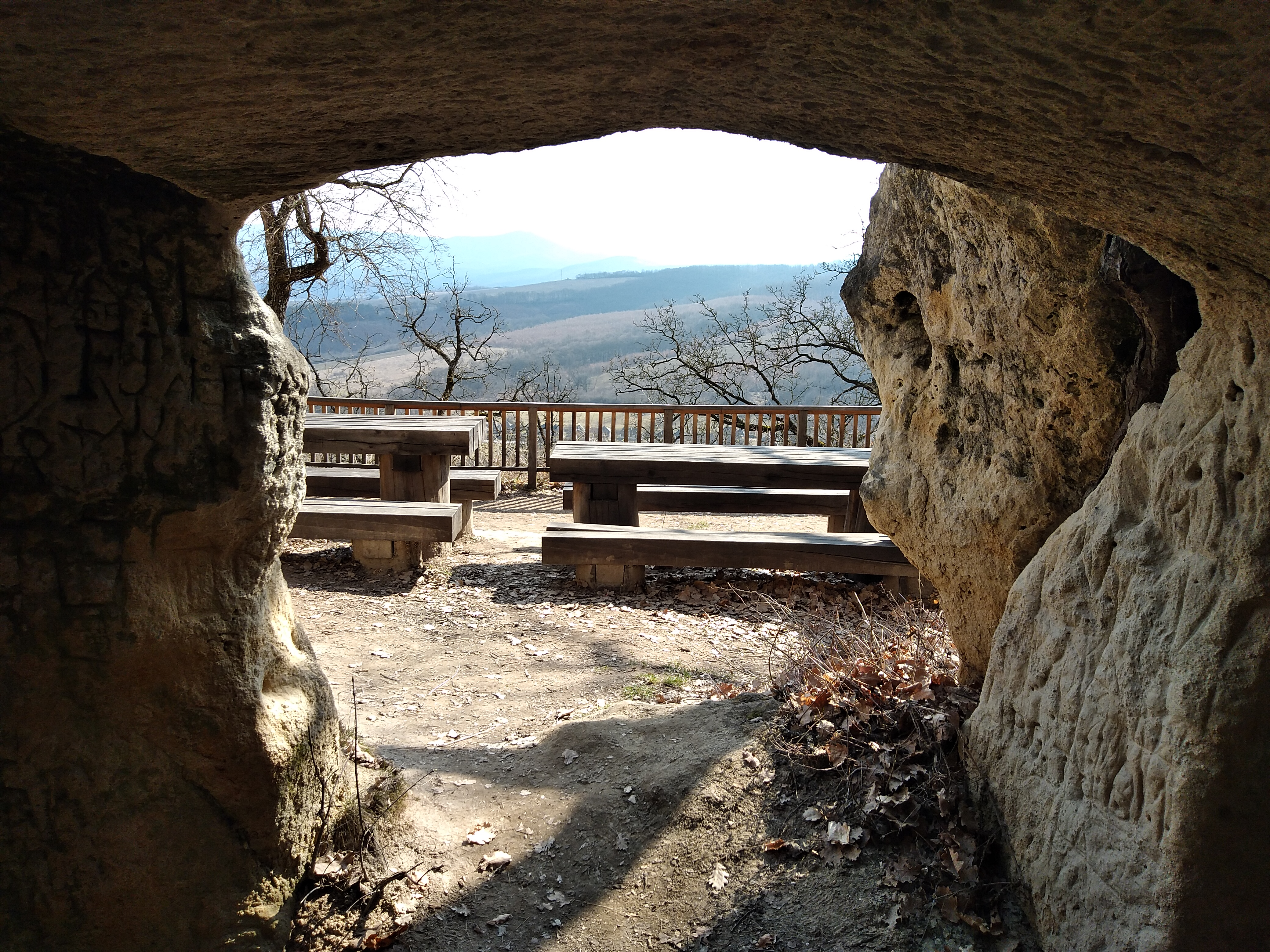
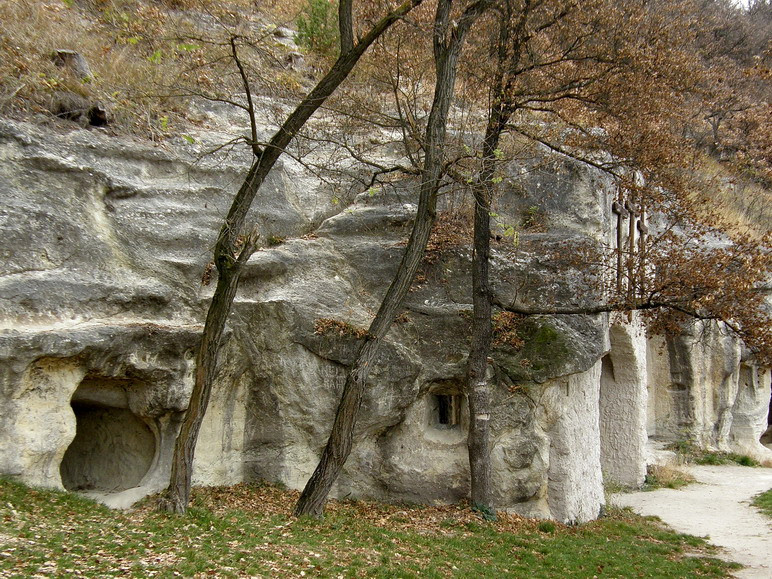
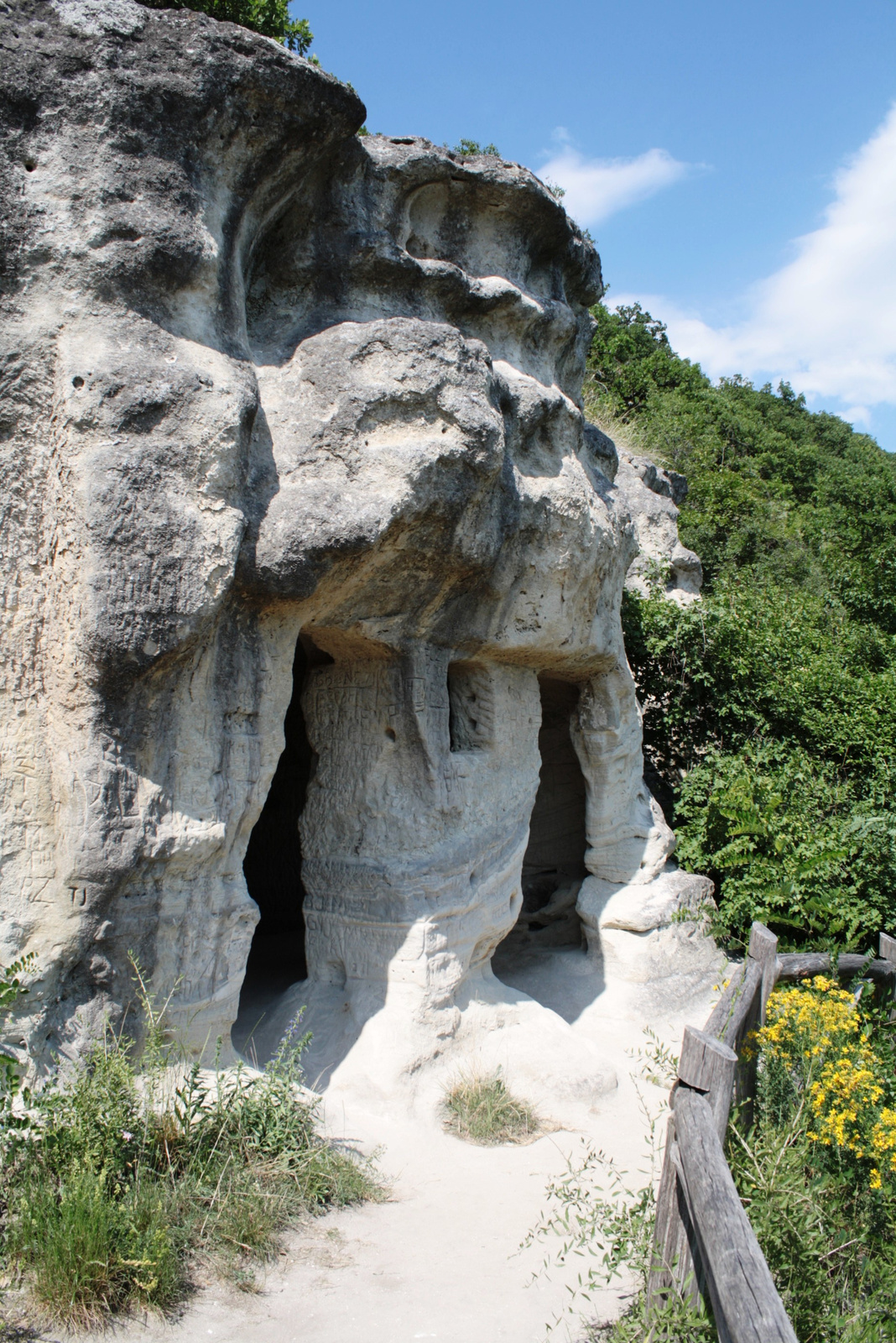

## További irodalom
- Eszterhás István: Legenden über vulkanische Höhlen in Ungarn. Jahresbericht der Höhlenforscher-gruppe Rhein-Main, Frankfurt a. M. 1997. 50–55. old.
- Eszterhás István: Legenden über vulkanische Höhlen in Ungarn. Slovenský Kras, 1999. (37.) 29–36. old.
- Fancsik János: Ahol szétnyíltak a hegyek. Búvár, 1988. 9. sz. 21–23. old.
- Mednyánszky Miklós: Magyarországi barlanglakások. Budapest, 2009.
- Pásztor József: A Mátra. Budapest, 1929.
- Roznik Rajnér: Szentkúti remetehely rövid története. Salgótarján, 1948.
- –: A Mátra turistatérképe. Cartographia Kft. kiadv. Budapest, 1994. 1:40.000